# C16H23NO4
化学式C16H23NO4（摩尔质量：293.363 g/mol）可以指：
- 西那洛尔，CAS号：39099-98-4
- N-t-BOC-MDMA，CAS号：1228259-70-8

|  | 这个同类索引页列出了具有相同分子式的化学物（即同分異構體）条目。 除非您是有意链接至本页，否则应将相应条目的内部链接指向正确的条目。 |